# Ferrocarril Terol-Alcanyís
El Ferrocarril Terol-Alcanyís fou una línia de ferrocarril inacabada destinada al transport de mercaderies.

## Història
L'any 1926, durant el Directori militar de Primo de Rivera s'aprovà l'anomenat Pla de Ferrocarrils d'Urgent Construcció, conegut per Pla Guadalhorce per Rafael Benjumea Burín, conde de Guadalhorce, el ministre que l'impulsà. Aquest pla preveia la construcció de milers de quilòmetres de noves línies fèrries que haurien de millorar les comunicacions de Madrid amb la resta de la península i França.
El tram entre Terol i Alcanyís és només una secció d'una gran línia internacional de 850 km que havia d'unir Baeza (Jaén), amb la comuna francesa de Sent Gironç (l'Arieja), passant per Albacete, Utiel, i Terol.

## Construcció
L'enginyer de Camins Bartolomé Esteban Mata fou l'encarregat de les obres, que es van anunciar en 1926 i començar en 1927, sent aturades temporalment en 1930, reiniciant-se temporalment en 1932 i aturant-se definitivament en 1935, amb diversos edificis, túnels, ponts i anivellaments construïts, per manca de recursos econòmics, el desinterès polític i l'escassa rendibilitat prevista.

## Recorregut
El Projecte de la línia preveia 275 kilòmetres, amb estacions a Tortajada, Villalba Baja, Cuevas Labradas, Peralejos, Alfambra, Perales del Alfambra, Orrios, Fuentes Calientes, Cañada Vellida, Mezquita de Jarque, Valdeconejos, Escucha, Palomar de Arroyos, Castel de Cabra, Cañizar del Olivar, Gargallo, Los Olmos, La Mata de los Olmos, Alcorisa, Foz Calanda, Calanda, Castelserás i Alcanyís.